# Fabrikstadt (Werefkin)
Fabrikstadt ist der Titel eines Gemäldes, das die russische Künstlerin Marianne von Werefkin 1912 malte. Das Werk gehört zum Bestand der Fondazione Marianne Werefkin in Ascona.

## Ikonografie
Dargestellt ist ein von der Künstlerin gezielt gewählter Ausschnitt einer Fabrikstadt. Sie liegt im rechten dunklen Vordergrund des Bildes. Die eng aneinandergedrängten Häuser sind wie aus der Vogelperspektive gesehen, manche haben rot erleuchtete Fenster. Doch meist sind nur ihre Dächer zu erblicken. Nach links öffnet sich eine weite Landschaft im Morgenlicht. Den Hintergrund bilden hohe Berge.
In weitem Bogen tangiert das Stadtviertel ein Fluss, über den mehrere Brücken führen. Wie eine Landmarke ragt ein hoher Fabrikschornstein mit mächtiger Rauchwolke aus dem Häusergewirr. Größtenteils weisen diese Häuser Schornsteine auf, aus denen ebenfalls Rauch quillt. Ein einfacher schlanker Kirchturm mit spitzem Helm befindet sich in dem Stadtbezirk. Er gehört zur neugotischen Pfarrkirche von St. Johannes Baptist in Oberstdorf. Zu Werefkins Zeit galt der „Flecken“ als „Luftkurort in schöner und besuchter Alpengegend, im Quellgebiet der Iller.“
Neben aufblühendem Tourismus nennt Meyers Konversations-Lexikon von 1908 als Erwerbsmöglichkeiten für die Bevölkerung an erster Stelle interessanterweise eine „mechanische Baumwollweberei“, gefolgt von „Viehzucht Algäuer Rasse, bedeutende Käserei und Butterbereitung.“
Ab 1888 konnte man Oberstdorf mit einer „normalspurigen Lokalbahn“ via Sonthofen erreichen. „Schon 1909 gab es durchlaufende Wagen von München.“ Man kann davon ausgehen, dass Werefkin diese Annehmlichkeit nutzte, als sie 1912 mit Jawlensky, ihrer Köchin Helene und deren Sohn Andreas in die Sommerfrische fuhr.
In ihrem Feriendomizil in Oberstdorf bekamen Jawlensky und Werefkin des Öfteren Besuch. Dorthin „kam auch der Maler Kardowsky mit seiner Familie“, erfährt man von Jawlensky. In seinen Lebenserinnerungen erwähnt Jawlensky fast beiläufig: „In Oberstdorf malte ich verschiedene Gebirgslandschaften.“ Sie unterscheiden sich von Werefkins Bildern sehr stark. Während Jawlensky Berge um ihrer selbst willen darstellte, ihnen etwas Wesenhaftes und Mystisches verlieh und auf Personendarstellungen verzichtete, spielen letztere in Werefkins Bildern eine wichtige Rolle. Denn sie „machte Täler, Höhen, Wälder, Wiesen zur wirkungsvollen Staffage für die sozialkritischen Elemente im Vordergrund ihrer Darstellungen. […] Sie brachte ihre Aversion gegen menschenverachtende Arbeitsbedingungen zum Ausdruck. In Oberstdorf malte sie die große Baumwollspinnerei am Ortsrand. Im frühmorgendlichen Licht sind Männer schleppenden Schrittes unterwegs zu zwölfstündiger Fabrikmonotonie. Keine Zweite, kein Zweiter aus ihrem Umfeld in der Neuen Künstlervereinigung München setzte sich künstlerisch eindeutiger und konsequenter mit dem Hauptproblem des ausgehenden neunzehnten und beginnenden zwanzigsten Jahrhunderts auseinander: der Sozialen Frage“.